# 宮崎エプソン

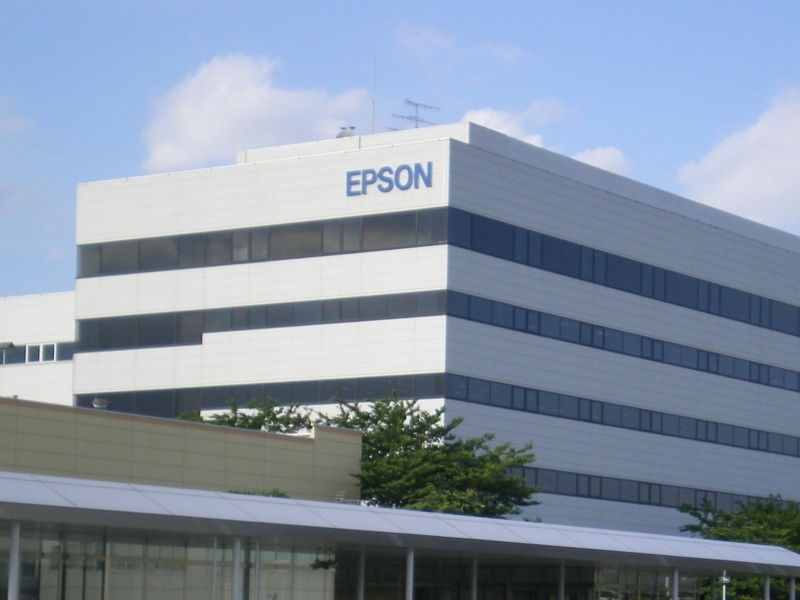
エプソントヨコム旧本社（セイコーエプソン日野事業所内）

宮崎エプソン株式会社（みやざきエプソン、Miyazaki Epson Corporation） は、宮崎県宮崎市に本社を置く水晶部品の製造者である。セイコーエプソンの完全子会社。旧社名は東洋通信機株式会社（旧通称トヨコム）、後にエプソントヨコム株式会社。

## 概説
1891年7月に、創業者の吉村鉄之助が、通信機器の製造販売をする吉村商会を創業。その後、同店の営業を承継した東洋無線電信電話株式会社と明昭電気株式会社が1938年に合併し、現在の法人が東洋通信機株式会社として設立された。
戦後、通信機器事業で成長するとともに、1960年に人工水晶の量産化に成功し、水晶デバイス事業を拡大したほか、自動券売機事業にも進出した。
1984年6月に東洋通信機100%出資で宮崎東洋通信機株式会社設立。
長らく無借金経営を続けていた優良企業であったが、1998年に発生した防衛装備品納入に係わる官製過大請求事件の被害をはじめ、バブル崩壊後の経営低迷を受け、産業活力再生法に基づく事業再構築計画に基づき、2004年4月に防衛事業を分社化（東洋無線システム株式会社）して、筆頭株主（20%）の日本電気（NEC）に譲渡。2005年4月に装置事業を分社化（東洋ネットワークシステムズ株式会社）し、NECの関連会社（株式51.25%保有）である日本電気システム建設（現・NECネッツエスアイ）に譲渡。また業務用無線事業をケンウッドに営業譲渡。これにより、中核的事業を水晶デバイス事業に特化し、経営資源を集中させた。自動券売機事業の製品は、会社食堂やフェリーの券売機等で今でも活躍している。
2005年10月1日に、セイコーエプソンの水晶事業を分社型の吸収分割する形で事業統合し、セイコーエプソンに株式を割り当てたことで、セイコーエプソンの子会社となり、エプソントヨコムとなる。事業統合に伴い、本社を神奈川県川崎市幸区塚越から、セイコーエプソン日野事業所のある東京都日野市に移転。「エプソントヨコム」としての製品第1号は、プラスチックモールドによる温度補償型水晶振動子（TXCO）のTG-5010LH。
2006年4月1日に、セイコーエプソンの光学デバイス事業も営業譲渡により吸収している。
2009年3月11日に、親会社であるセイコーエプソンが、株式公開買付けと株式交換を実施して、完全子会社化することを発表。セイコーエプソンは、翌3月12日から4月23日まで公開買付を行い、持株比率を66.8％から91.2％に引き上げた後、6月1日付で株式交換を行い、当社はセイコーエプソンの完全子会社となった。
水晶振動子（クォーツ）などの単体部品から、それを利用した発振器、デジタルカメラ向けの光学フィルター、DVDドライブの光ピックアップなどの水晶を用いた部品を製造している。最近はジャイロなどのセンサも製造している。
2012年4月1日、宮崎事業所における水晶デバイス製品の製造機能を除くすべての機能をセイコーエプソン本体に移管し、本社を宮崎県宮崎市に移転した。その後、2013年4月1日には、商号を宮崎エプソン株式会社に変更した。

## テレビ番組
- 日経スペシャル ガイアの夜明け ニッポンの伝統力 ～世界一!老舗企業の底力～（2008年1月8日、テレビ東京）[5] - 老舗が支えるデジタル機器を取材。